# Província d'Aïn Témouchent
La província o wilaya d'Aïn Témouchent (àrab: ولاية عين تموشنت, wilāyat ʿAyn Timūxant) és una província o wilaya del nord-oest d'Algèria. La seva capital és la ciutat d'Aïn Témouchent. Altres ciutats d'aquesta província són Aghlal i Ain Kihal.
Per a fins administratius Aïn Témouchent es divideix en 8 daires (districtes), els quals són:
- Ain el-Arba
- Aïn Kihal
- Aïn Témouchent
- Beni Saf
- El Amria
- El Malah
- Hammam Bouhadjar
- Oulhaca el-Gherraba

Aquests districtes es divideixen en 38 municipis:
- Aghlal
- Ain El Arbaa
- Ain Kihal
- Aïn Témouchent
- Ain Tolba
- Aoubellil
- Beni Saf
- Bou Zedjar
- Chaabet El Ham
- Chentouf
- El Amria
- El Emir Abdelkader
- El Malah
- El Messaid
- Hammam Bouhadjar
- Hassasna
- Hassi El Ghella
- Oued Berkeche
- Oued Sabah
- Ouled Boudjemaa
- Ouled Kihal
- Oulhaca El Gheraba
- Sidi Ben Adda
- Sidi Boumedienne
- Sidi Safi
- Tadmaya
- Tamzoura
- Terga